# أتيمسغوت
أتيمسغوت (بالتركية: Etimesgut)‏ هي بلدة ومُديريَّة تقع في ولاية أنقرة بتركيا. تصل مساحتها إلى 49.2 كم²، وترتفع عن سطح البحر حوالي 807 م.